# Schamper
Schamper is het officiële en onafhankelijke studentenblad van de Universiteit Gent. Het valt online te raadplegen (als "blad van bits") en is in papiervorm ("blad van papier") gratis op te halen in alle studentenrestaurants, -homes en faculteiten van de universiteit. Het blad verschijnt driewekelijks met een oplage van 4000 exemplaren, behalve tijdens vakanties en blokperiodes. Op de website wordt het dagelijkse nieuws sinds december 2007 continu verzorgd.

## Geschiedenis
Oprichter Koen Raes koos in 1975 als naam 'Schamper' omdat het woord in geen enkele taal adequaat vertaald kon worden: een rebels trekje eigen aan de post-68 jaren op de universiteiten. Met de steun van de toenmalige Rijksuniversiteit Gent zorgden eerste drie hoofdredacteurs (Koen Raes, Rik Van Nuffel en Frank Goetmaeckers) geregeld voor opschudding met de publicatie van abortusadressen (abortus was toen nog illegaal in België), de medewerking aan vrije radio's (idem; "Radio Actief") en kritische berichtgeving over de universiteit.
De goodwill en steun van de universiteit daalde tot een vriespunt met de publicatie van een spotprent over de paus, waarna de (katholieke) rector Cottenie de redactie eind jaren tachtig onder curatele plaatste. Met minder financiële middelen en een redactionele lijn die minder confronterend werkte, daalde de impact van het blad. De frequentie verlaagde tot tweewekelijks. Het blad begon er steeds meer uit te zien als een tijdschrift. Ook de ondertitel wisselde: van “Schamper, het blad van de intellueel (sic)” naar “Schamper, persvers studentenblad voor de RUG”, naar het huidige “Schamper, het blad van papier”. Over de geschiedenis van Schamper is een boek verschenen: "400 Schampers in woord en beeld", geschreven door Maarten De Gendt, een oud-redacteur.
Tijdens de coronacrisis is Schamper volledig digitaal gegaan. De tweewekelijkse editie werd vervangen door een dagelijkse stroom aan online artikels.

## Redactielokaal
Tot maart 2006 was het redactielokaal gevestigd in de kelders van studentenhuis "De Brug" in de Sint-Pietersnieuwstraat. Met de ingebruikname van het nieuwe studentenhuis "De Therminal" aan de Hoveniersberg te Gent, kreeg ook de redactie van Schamper een nieuwe locatie. Momenteel bevindt ze zich op de onderste verdieping van "De Therminal".

## Hoofdredacteurs[1]
- 1975-1977: Koen Raes
- 1977-1980: Rik Van Nuffel
- 1980-1983: Frank Goetmaeckers
- 1984-1985: Geert Joris
- 1985-1986: Peter Hostens
- 1986-1987: Geert Huysman & Jan Du Chau
- 1987-1988: Dominic Pertry & Kernredactie
- 1988-1990: Inge Deman & Kernredactie
- 1990-1991: Tim Decock & Kernredactie
- 1991-1992: Bart De Becker, Dirk Jacobs & Kernredactie
- 1992-1994: Tobias De Pessemier
- 1994-1996: Wim Oosterlinck & Kernredactie
- 1996-1997: Pascal Goethals
- 1997-1998: Tom De Decker
- 1998-1999: Manu Keuleers
- 1999-2000: Bart Haeck
- 2000-2001: Kernredactie
- 2001-2002: Tim Van der Mensbrugghe
- 2002-2003: Jef Van Baelen
- 2003-2005: Rien Emmery
- 2005-2007: Matthias Jacxsens
- 2007-2008: Stijn Debrouwere
- 2008-2009: Bert Dobbelaere
- 2009-2010: Hannah Demol
- 2010-2011: Lise Eelbode
- 2011-2012: Pieter Van Nuffel
- 2012-2013: Joost Depotter
- 2013-2014: Martijn Vermeersch & Tobe Steel
- 2014-2015: Frédéric Piccavet
- 2015-2016: Brecht Vissers
- 2016-2017: Laura Massa
- 2017-2018: Arthur Joos
- 2018-2019: Pieterjan Schepens
- 2019-2020: Antoon Van Ryckeghem
- 2020-2021: Ella Roose
- 2021-2022: Dries Blontrock
- 2022-2023: Pieter Beirens
- 2023-2024: Kernredactie
- 2024-2025: Tailah Baert
- 2025-2026: Joppe Frans